# Знам'янське
Зна́м'янське (до 1945 року — Чєґє́р-Аджи́, крим. Çeger Acı) — село Євпаторійського району Автономної Республіки Крим. Розташоване на заході району.
Відстань від райцентру до населеного пункта становить 42 кілометрів по прямій.

## Історія
Поблизу Знам'янського виявлено рештки двох античних поселень, городища (IV ст.), на якому розкопана фортечна вежа.
У 2023 році у проєкті Постанови Верховної Ради України «Про перейменування деяких населених пунктів Автономної Республіки Крим» село запропоновано перейменувати на Чегер-Аджи.

## Постаті
- Оболєнцев Віктор Миколайович (1971—2014) — молодший сержант Збройних сил України, учасник російсько-української війни.